# HD 180928
HD 180928，又名BD-15 5310，SAO 162462、HR 7317，是一颗恒星，视星等为6.06，位于銀經21.95，銀緯-13，其B1900.0坐标为赤經19h 13m 18s，赤緯-15° -13′ 38″。